# 199630 Szitkay
A 199630 Szitkay (ideiglenes jelöléssel (199630) 2006 GS) a Naprendszer kisbolygóövében található aszteroida. Sárneczky Krisztián fedezte fel 2006. április 2-án.